# Acacia tequilana
Acacia tequilana é uma espécie de leguminosa do gênero Acacia, pertencente à família Fabaceae.